# Alan Moore (batterista)
Alan “skip” Moore (Birmingham, 1º gennaio 1947) è un batterista britannico.
È stato, dal 1976 al 1977, il batterista ufficiale del gruppo heavy metal Judas Priest e ha preso parte alla registrazione del loro secondo album Sad Wings of Destiny (1976).

## Biografia
Moore era già attivo dagli anni sessanta nella scena musicale di Birmingham, aveva suonato con svariati gruppi, tra i quali gli Young Casuals, The Other Lot, The Outer Light, Gabriel Oak, Glad Stallion, Tendency Jones e i Pendulum, facendosi un nome nel circuito locale. Il chitarrista K. K. Downing e il bassista Ian Hill lo invitarono nel 1971 a suonare con loro nelle prime fasi dei neonati e ancora grezzi Judas Priest per un periodo di circa un anno (in quel periodo Alan Atkins era ancora il cantante).
Nel 1972, Moore si unì al gruppo country rock dei Sundance, con i quali registrò due anni dopo l'album Rain, Steam, Speed  che vide il singolo Coming down riscuotere un certo successo e arrivò persino nelle classifiche inglesi. Occasionalmente Moore collaborò con altri gruppi anche in veste di chitarrista e tastierista.
Nel 1975 il batterista John Hinch lasciò i Judas Priest, dopo la realizzazione del loro primo album Rocka Rolla, così Downing e Hill proposero a Moore di tornare con loro, avendo già sperimentato il suo talento batteristico.
Per la seconda volta Alan Moore rientrò, divenendo l'unico batterista in tutta la storia dei Judas Priest ad avere due periodi di militanza. Nel 1976 la band incise il secondo album, che sarebbe diventato un classico dal momento della sua uscita: il monumentale Sad Wings of Destiny. Il disco è una pietra miliare non solo dei Judas Priest, ma anche dell'intera storia dell'heavy metal britannico, soprattutto per la presenza di classici come Victims of Changes (scritta dal primo cantante Alan Atkins) e The Ripper.
Contrariamente al suo predecessore John Hinch, che aveva un approccio ritmico tendente al jazz, Alan Moore era decisamente di stampo rock, con uno stile preciso, lineare e con poche attenzioni per virtuosismi; il suo era un batterismo più sincronizzato e aggressivo, mirato ad una collettività musicale forte e compatta. Particolarmente brillante è nella epica Victims of changes con il suo martellante tempismo e rullate intermedie a effetto, o la veloce Tyrant o anche il potente batterismo di Deceiver e Island of domination. Una sua particolarità era di tirare le pelli dei tamburi al massimo per ottenere un suono attutito, come infatti si può sentire nei brani dell'album.
Nonostante l'enorme successo e la forte accoglienza pubblica dell'album e nonostante i tentativi degli altri membri di indurlo a rimanere, Moore decise di lasciare nuovamente la band, spiegando che il motivo era prettamente musicale: preferiva suonare musica più leggera. Il suo posto fu preso dal noto session man Simon Phillips, che suonò la batteria nel successivo disco della band, il primo per una major, la CBS, Sin After Sin (1977).
Moore si unì quindi ai Zenda Jacks Stormbringer e con loro suonò per un certo periodo; successivamente avviò anche collaborazioni con altri gruppi inglesi fino a quando decise di ritirarsi definitivamente dal mondo della musica (senza mai rivelare le sue vere motivazioni), divenne un camionista di professione e scomparve nell'anonimato. Molti sono stati i giornalisti, biografi musicali e persino i membri dei Judas Priest, che nel corso degli anni hanno provato a rintracciare Moore, ma senza riuscirci; persino l'autore Neil Daniels nella biografia ufficiale dei Judas Priest Defenders of the Faith disse che Alan Moore fu l'unico membro storico della band che non è riuscito a rintracciare, nonostante le intense ricerche effettuate.
Nonostante sia fuori dalle scene da oltre un trentennio, Alan “skip” Moore è tuttora ricordato da molti fans dei Judas Priest; il suo contributo all'album Sad Wings of Destiny è considerato indiscutibile.
Al suo stile si sono ispirati molti batteristi di rock tradizionale (persino Dave Holland, che tra l'altro militerà anni dopo anche nei Judas Priest, disse di essere fortemente influenzato da Moore). Proprio come il suo predecessore Hinch, anche Moore usava batterie con pochi pezzi, con la differenza che occasionalmente usava anche gong e percussioni varie. In più fu il secondo e ultimo batterista dei Judas Priest ad utilizzare una grancassa singola, mentre tutti gli altri batteristi reclutati successivamente usavano doppia cassa.
Informazioni attuali sullo storico batterista sono di notevolissimo interesse per molti fans devoti dei Judas Priest.

## Discografia

### Con i Judas Priest
- 1976 - Sad Wings of Destiny

### Con i Sundance
- 1974 - Rain, Steam, Speed